# 창원시보
창원시보는 창원시의 시정종합정보지이다. 1993년 9월 25일 창간되었으며, 2005년 3월에 디자인이 변경되었다. 2010년 7월 1일에는 통합 창원시 출범으로 인해 기존의 마산시보와 진해소식을 통합하였다. 매월 2회(10일, 25일) 발간되며, 통합 이전의 창원시보는 총 395호, 통합 이후의 창원시보는 2013년 9월 25일 기준으로 78호가 발간되었다. 창원시보 홈페이지에서 2007년 3월부터의 PDF 자료를 볼 수 있다.

## 참조
1. ↑  “보관된 사본”. 2017년 7월 3일에 원본 문서에서 보존된 문서. 2013년 8월 15일에 확인함.